# Радослав Павелкић
Радослав Раде Павелкић (Панчево, 21. јун 1931—Београд, 21. децембар 2020) драмски писац и глумац Малог позоришта „Душко Радовић“. Оставио је дубок траг у култури и уметности ових простора.

## Биографија
Радослав Павелкић је дипломирао глуму на Академији за позориште, филм, радио и телевизију 1955. године у класи професора Томислава Танхофера.
У Београдском драмском позоришту је радио од 1955. до 1963. године, након чега прелази у Мало позориште „Душко Радовић", где остаје до краја.

## Стил драмског писца
Радослав Павелкић је први у Југославији применио нов приступ драматургији луткарског позоришта. Био је инспирисан бајкама и баснама Браће Грим, Лафонтена, Езопа и других, али је мењао околности и карактере ликова из тих прича, прилагођавајући стил савременом детету. На тај начин их је одредио као „нове драме са промењеним односима и порукама“. То је било у корак са временом, за нову децу! Спознају дечије психологије јунака драме, ставио је уместо имитације психологије одраслих, али балансирано, јер и сутуације из света одраслих постоје у заједничкој стварности која се мора сагледати.
По Павелкићу је тајна доброг домаћег текста, између осталог и степен идентификације који успоставља са гледаоцем. Залагао се за то да комад мора да буде занимљив, јер нам досадан театар не треба, да драма мора да носи све елементе живота и не сме да опседа некаквом надрифилозофијом или филозофирањем по сваку цену. Указивао је на то да је драма нешто много живље и да се базира на акцији која мора бити равна акцијама које се збивају у животу. 
О себи је рекао да је „драматуршки шегрт Бертолта Брехта, што се јасно види у коришћењу ефектних сонгова у његовим драмским делима за децу. У том смислу је остварио одличну сарадњу са композитором Зораном Рамбосеком, чији сонгови су се певали и након представа.
По речима Радета Павелкића, најуспешнији редитељи његових текстова су били Бобан Петровић, Србољуб Станковић и Бранислав Крављанац, а највећи утисак су оставили Сава Анђелковић, Мелита Бихали, Бобан Петровић и др.
Од своје тридесете до педесете године старости, написао је преко 30 драмских дела, преведених и извођених од Канаде до Турске. Половина су драмска дела за децу. Највише је писао за конкурсе, по наруџбини или на молбу пријатеља. Сва његова дела су извођена и преведена на девет страних језика.
У Политици је 27. маја 1982. године забележено да је, према подацима Стеријиног позорја, са 18 поставки својих драмских дела у професионалним позориштима широм Југославије, био најизвођенији живи драмски писац у земљи уз Фадила Хаџића. 
Написао је још тридесетак радио-драма, више ТВ-сценарија и монодрама.

## Живи глумац у животу позоришта
Дошавши у Мало позориште као први глумац са дипломом Академије, одмах је почео да игра живе улоге, које су врло често биле и главне. Сматрао је да су аниматори луткари: Јанко Врбњак, Љубомир Кољић, Добрила Рилак, Оливера Вера Томов, Мелита Бихали далеко бољи аниматори од њега, а уз пуно поверење тадашњег управника Маја Ђуровића, остварује се истовремено и као драмски писац.
Као глумац је често био запажен у позоришним критикама, па је тако Милосав Мирковић за његову улогу у Пинокију написао да је Раде Павелкић са луткама Ромеом и Ђулијетом надахнуто и уверљиво лансирао двоструку пародију: дечјег и и конвенционалног грађанског позоришта. 
Критичар Страхиња Шуљагић издвојио је његову интерпретацију Алонза у Шекспировој Бури „са гласом и топлином, који се неосјетно наметну нашим осјећањима и сјећањима“.
Остали су бележили да је као глумац био убедљив, упечатљив, како уноси извођачку свежину, да ни једног тренутка није у старим дидактичким водама… Био је неодољиви путујући глумац Жан, у представи Гињолови доживљаји, играо је чак и писца Јакоба Грима у представи Браћа Грим. Позајмљивао је глас јунацима цртаних филмова, глумио на ТВ и радију, а бавио се и педагошким радом кроз семинаре при некадашњем Дому пионира у Београду, где је држао предавања о историји луткарског позоришта и писању за лутка-сцену.

### Драме
Извођене су му драме:
- Кловнови, 1968. године у Народном позоришту у Лесковцу

- Трилогија Кловнови (објавио је књигу Трилогија о Кловновима, Стандард, 1970)

- Сунчане пеге, 1965. године у Народном позоришту у Пироту
- Арена Марс
- Иако је постао мир
- Проневера
- Северна аутострада
- Ненађени, 1978. године у Народном позоришту у Пироту
- Насрадинов вилајет, 1979. у Народном позоришту у Вршцу
- Најтежи испит, 1980. године у Народном позоришту у Вршцу[2][3]

### Монодраме
- Рођена у знаку Водолије, 1973. године у Народном позоришту Београда, Сцена у Земуну
- Виолиниста
- Кћи кишних дана.[3]

### За децу је написао:
- Кликераши 1972. године у Народном позоришту „Стерија" у Вршцу. Ова дечја драма је отворила Фестивал дјетета у Шибенику 1973. године.
- Новогодишња бајка - Чарка из шумарка, 1976. у Народном Позоришту „Љубиша Јовановић" у Шапцу
- Чудна бајка,
- Весели воз, 1975. године у Народном позоришту „Тоша Јовановић" у Зрењанину;[4] 1986. године у Народном Позоришту „Љубиша Јовановић" у Шапцу[2]
- Црвенкапа и збуњени вук, 1977. године, Мало позориште „Душко Радовић";  1983. године  у Народном позоришту у „Стерија" у Вршцу[2]и др.
- Партизанска разбибрига, 1975. године, Мало позориште „Душко Радовић", исте године у  Београду, у Народном позоришту „Тоша Јовановић" у Зрењанину[5], 1983. године  у Народном позоришту у „Стерија" у Вршцу[2]
- Цврчак и мрав
- Нађе игре, 1979. године у Народном позоришту у „Стерија" у Вршцу
- Шашава торта, 1985. године у Народном позоришту у Пироту;[2] 1989. године у Народном позоришту у Кикинди[6] и друге[3]

Његови текстови су играни у Загребу, Сарајеву, Титограду, Сплиту, Ријеци, Суботици… превођени на неколико језика и играни у иностранству: Варшави, Братислави, Будимпешти, Минхену… 

## Прочитати још
1. IN MEMORIAM: Rade Pavelkić, prvak Malog pozorišta "Duško Radović" (1931-2020), Glumac koji je pisao za glumce https://www.danas.rs/dijalog/licni-stavovi/glumac-koji-je-pisao-za-glumce/